# Mistrzostwa Europy w Lekkoatletyce 1971 – trójskok mężczyzn

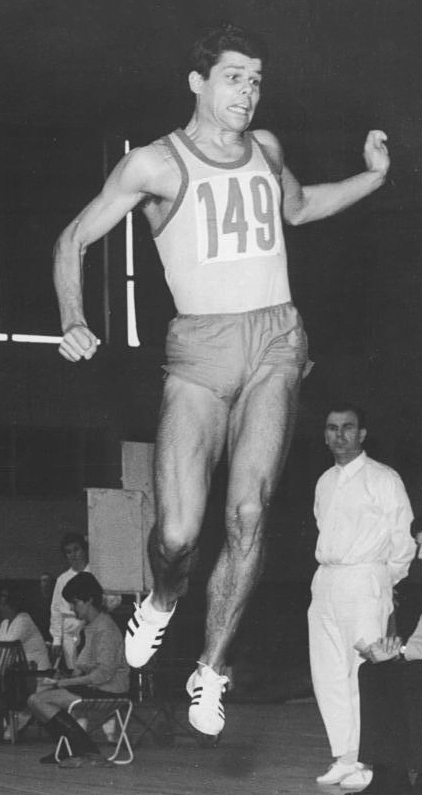
Jörg Drehmel

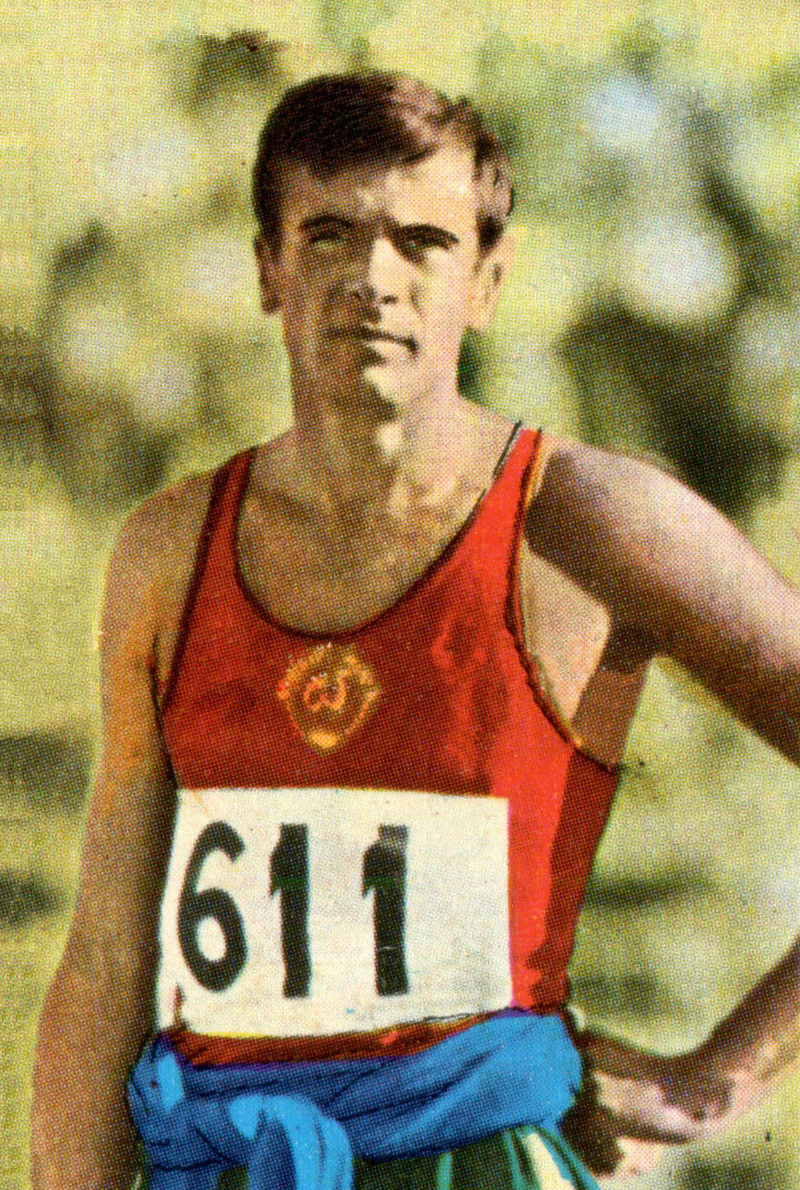
Wiktor Saniejew

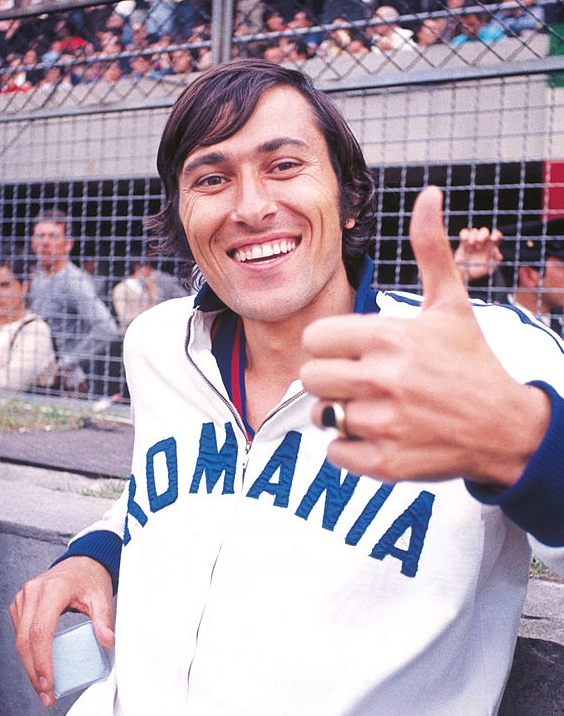
Carol Corbu

Trójskok mężczyzn był jedną z konkurencji rozgrywanych podczas X Mistrzostw Europy w Helsinkach. Kwalifikacje rozegrano 14 sierpnia, a finał 15 sierpnia 1971. Zwycięzcą tej konkurencji został reprezentant Niemieckiej Republiki Demokratycznej Jörg Drehmel. W rywalizacji wzięło udział osiemnastu zawodników z czternastu reprezentacji.

## Rekordy
| Rekord świata     | Pedro Pérez (CUB)     | 17,40 | Cali, Kolumbia | 05.08.1971 |
| Rekord Europy     | Wiktor Saniejew (SUN) | 17,39 | Meksyk, Meksyk | 17.10.1968 |
| Rekord mistrzostw | Wiktor Saniejew (SUN) | 16,94 | Ateny, Grecja  | 17.09.1969 |

## Wyniki

### Kwalifikacje
Minimum wynosiło 16,20 m.
| Poz. | Zawodnik            | Reprezentacja  | Grupa | #1      | #2     | #3     | Rezultat | Uwagi |
| ---- | ------------------- | -------------- | ----- | ------- | ------ | ------ | -------- | ----- |
| 1.   | Wiktor Saniejew     | ZSRR           | B     | 16,85   | 16,99w | –      | 16,99w   | Q     |
| 2.   | Jörg Drehmel        | NRD            | A     | x       | 16,75  | 16,83  | 16,83    | Q     |
| 3.   | Michael Sauer       | RFN            | A     | 14,85w  | '16,50 | –      | 16,50    | Q     |
| 4.   | Joachim Kugler      | RFN            | B     | '16,47w | –      | –      | 16,47w   | Q     |
| 5.   | Giuseppe Gentile    | Włochy         | B     | 16,46   | –      | –      | 16,46    | Q     |
| 6.   | Luis Felipe Areta   | Hiszpania      | B     | 16,41   | –      | –      | 16,41    | Q     |
| 7.   | Václav Fišer        | Czechosłowacja | A     | 16,32   | –      | –      | 16,32    | Q     |
| 8.   | Józef Szmidt        | Polska         | B     | 16,00   | 16,27w | –      | 16,27w   | Q     |
| 9.   | Heinz-Günter Schenk | NRD            | B     | 16,23   | –      | –      | 16,23    | Q     |
| 10.  | Giennadij Biessonow | ZSRR           | A     | 16,18   | 16,02  | 16,19  | 16,19    | q     |
| 11.  | Carol Corbu         | Rumunia        | A     | 16,05   | x      | 16,12  | 16,12    | q     |
| 12.  | Giennadij Sawlewicz | ZSRR           | A     | 15,94   | 16,10  | 16,10  | 16,10    | q     |
| 13.  | Kristen Fløgstad    | Norwegia       | A     | x       | 15,79w | 15,93w | 15,93w   |       |
| 14.  | Pentti Kuukasjärvi  | Finlandia      | B     | 15,49   | 15,83w | x      | 15,83w   |       |
| 15.  | Serge Firca         | Francja        | A     | 15,69   | 15,79  | 15,77  | 15,79    |       |
| 16.  | Milan Spasojević    | Jugosławia     | B     | x       | 15,35  | 15,61w | 15,61w   |       |
| 17.  | Henrik Kalocsai     | Węgry          | A     | 15,04   | x      | 15,56  | 15,56    |       |
| 18.  | Aşkın Tuna          | Turcja         | A     | 15,05   | 15,39  | 14,02  | 15,39    |       |

### Finał
| Poz. | Zawodnik            | Reprezentacja  | Próby  | Próby  | Próby  | Próby  | Próby | Próby  | Wynik  |
| Poz. | Zawodnik            | Reprezentacja  | 1      | 2      | 3      | 4      | 5     | 6      | Wynik  |
| ---- | ------------------- | -------------- | ------ | ------ | ------ | ------ | ----- | ------ | ------ |
| 01 ! | Jörg Drehmel        | NRD            | 17,16w | x      | 16,55  | 16,73  | x     | 16,56w | 17,16w |
| 02 ! | Wiktor Saniejew     | ZSRR           | 16,43  | 16,54  | 17,10w | 16,54  | 16,48 | 16,27  | 17,10w |
| 03 ! | Carol Corbu         | Rumunia        | 16,87  | 16,62w | 16,47  | 16,25  | 16,59 | x      | 16,87  |
| 4.   | Michael Sauer       | RFN            | 16,18  | 16,34  | 16,56  | 14,41  | 16,17 | 16,58  | 16,58  |
| 5.   | Václav Fišer        | Czechosłowacja | 16,27w | 16,11  | x      | 16,39w | 16,29 | x      | 16,39w |
| 6.   | Heinz-Günter Schenk | NRD            | x      | 16,34  | x      | 16,38w | x     | x      | 16,38w |
| 7.   | Giennadij Biessonow | ZSRR           | 16,26  | x      | 16,12w | x      | x     | 16,09  | 16,26  |
| 8.   | Giennadij Sawlewicz | ZSRR           | x      | x      | 16,24w | 15,94  | 15,98 | 14,82  | 16,24w |
| 9.   | Joachim Kugler      | RFN            | 16,11w | 15,85  | 16,12  |        |       |        | 16,12  |
| 10.  | Luis Felipe Areta   | Hiszpania      | x      | 15,81w | 15,68  |        |       |        | 15,81w |
| 11.  | Józef Szmidt        | Polska         | x      | 15,13  | 15,62  |        |       |        | 15,62  |
| 12.  | Giuseppe Gentile    | Włochy         | x      | 14,00  | –      |        |       |        | 14,00  |